# Хевен, Эйден
Эйден Эдфорд Хевен (англ. Ayden Edford Heaven; родился 22 сентября 2006) — английский футболист, центральный защитник клуба «Манчестер Юнайтед».

## Клубная карьера
Уроженец Лондона, Хевен начал свою футбольную карьеру в футбольной академии «Вест Хэм Юнайтед». В 2019 году присоединился к академии «Арсенала». С 2024 года начал попадать в заявку основной команды «канониров» на матчи Лиги чемпионов и Премьер-лиги. 30 октября 2024 года дебютировал в основном составе «Арсенала» в матче Кубка Английской футбольной лиги против «Престон Норт Энд».
1 февраля 2025 года перешёл в «Манчестер Юнайтед», подписав контракт до июня 2029 года. 2 марта 2025 года дебютировал за «Юнайтед» в матче пятого раунда Кубка Англии против «Фулхэма». 9 марта 2025 года дебютировал в Премьер-лиге в матче против «Арсенала».

## Карьера в сборной
Выступал за сборные Англии до 18 и до 19 лет.